# Chasmocranus chimantanus
Chasmocranus chimantanus är en fiskart som beskrevs av Inger, 1956. Chasmocranus chimantanus ingår i släktet Chasmocranus och familjen Heptapteridae. Inga underarter finns listade i Catalogue of Life.